# Svensk Travsport
Svensk Travsport (ST), före 2010 Svenska Travsportens Centralförbund (STC), är huvudorganisation för föreningar som bedriver travsport i Sverige. Verksamheten omfattar bland annat registrering, diarieföring, regelverk och utbildningsverksamhet, men däremot inte spelverksamhet, vilket sköts av AB Trav & Galopp (ATG), där ST är delägare.
Organisationen har sitt hemvist i Hästsportens Hus intill den svenska nationalbanan Solvalla i Stockholm.